# Epilampra josephi
Epilampra josephi är en kackerlacksart som beskrevs av Giglio-Tos 1898. Epilampra josephi ingår i släktet Epilampra och familjen jättekackerlackor.
Artens utbredningsområde är Ecuador. Inga underarter finns listade i Catalogue of Life.